# Rose Ausländer
Rose Ausländer, rojena kot Rosalie Beatrice Scherzer, nemška pesnica, po poreklu iz Bukovine, * 11. maj 1901, Czernowitz, Avstro-Ogrska (sedaj Črnovice, Ukrajina), † 3. januar 1988, Düsseldorf.
Rose Ausländer je živela in delovala v Avstro-Ogrski, Romuniji, ZDA, Avstriji in Nemčiji. 

## Življenje
Rosin oče Sigmund Scherzer je prihajal iz strogo ortodoksnega judovskega mesta Sadagora, v katerem sta prevladovala hasidizem in mistika vzhodnega judovstva. Kljub temu se je opredelil za bolj svobodomiselno smer. Bil je prokurist uvozno-izvoznega podjetja, kjer je  tudi spoznal svojo ženo Etio Rifke Binder. Rose Scherzer je odraščala v  liberalno judovskem domu, odprtega duha, v katerem so ohranjali najpomembnejše običaje judovske tradicije. Družina je bila zvesta cesarju.
Rose Scherzer je v mestu Czernowitz (Črnovice v današnji Ukrajini) živela do leta 1916, ko je pred bližajočo se avstrijsko-rusko fronto med prvo svetovno vojno z družino pobegnila v Budimpešto. Od tam se je s starši preselila na Dunaj, kjer je v šolskem letu 1919/20 končala enoletno trgovsko šolo. Ko se je leta 1920 vrnila v tedaj romunsko preimenovano mesto Cernăuți, se je zaposlila v odvetniški pisarni in kot gostujoča študentka študirala književnost in filozofijo. Študij je opustila eno leto po očetovi smrti. Med drugim se je udeležila tudi praktično-filozofskega „etičnega seminarja“ Friedricha Kettnerja, kjer so govorili o Costantinu Brunnerju, Spinozi, Platonu in Bibliji.
Po materinem nasvetu je Rose leta 1921 skupaj s svojim prijateljem iz študentskih let zapustila Bukovino in se preselila v ZDA. Tu je delala kot računovodkinja pri časniku Westlicher Herold, začela pa je tudi s pisanjem. Vse do leta 1927 je urejala časopis Amerika-Herold-Kalender, v katerem so izšle njene prve pesmi. 19. oktobra 1923 se je v New Yorku poročila z Ignazem Ausländerjem, a se je že po treh letih ločila. Kljub temu je do smrti obdržala njegov priimek. V teh letih je prejela tudi ameriško državljanstvo in delala nekaj časa kot bančna uslužbenka.
Leta 1927 se je za osem mesecev vrnila nazaj v Bukovino, kjer je skrbela za bolno mater.  Med tem časom je spoznala kulturnega novinarja in grafologa Heliosa Hechta. Že naslednje leto je par odrinil proti New Yorku. Rose Ausländer je v naslednjih letih objavila vrsto pesmi in feljtonov v ameriških časopisih, napisanih v nemškem jeziku. 
Leta 1931 sta se zaljubljenca vrnila v Czernowitz. Rose je svoje pesmi in članke objavljala v časopisih, revijah in antologijah. Poleg pisanja se je ukvarjala tudi s prevajanjem, predvsem iz jidiša in angleščine. Angleščino je tudi poučevala in pri časopisu Der Tag in delala kot svetovalka. Leta 1934 sta se s Hechtom razšla. Istega leta so ji odvzeli ameriško državljanstvo, saj je tja ni bilo že več kot tri leta. Delala je kot korespondentka za tuje jezike za kemijsko tovarno v Bukarešti.
Leta 1939 je s posredovanjem Alfreda Margula-Sperberja izšla njena prva pesniška zbirka Mavrica (Der Regenbogen), ki je sicer bila deležna pozitivnih kritik, pri publiki pa je doživela neuspeh. Prijatelji iz ZDA so jo opozorili na pretečo politično situacijo v Evropi, zato je istega leta že drugič odpotovala v Ameriko. Kmalu se je zopet vrnila v Czernowitz, da bi skrbela za težko bolno mater. 
Zaradi posledic pakta med Hitlerjem in Stalinom iz leta 1939 so junija 1940 sovjetske čete zasedle severno Bukovino. Sovjetska varnostno-obveščevalna služba NKVD je Rose Ausländer aretirala, saj so jo razglasili za domnevno ameriško vohunko. Po štirimesečnem priporu so jo izpustili in zaposlila se je kot medicinska sestra v očesni kliniki. Po napadu na Sovjetsko zvezo so z Nemčijo povezane romunske čete pod vodstvom Iona Antonescua v začetku julija 1941 zavzele mesto. Tudi Romuni so preganjali in ubijali Jude. Rose je bila zaprta v mestnem getu, ki ga tudi po njegovi osvoboditvi ni smela zapustiti. Prisilno delo in preganjanje je preživela v kletnem skrivališču. 
Spomladi 1944 je Rdeča armada vkorakala v mesto in osvobodila redke preživele Jude. Rose Ausländer je preko Romunije znova odšla v New York in spet začela delati kot dopisnica – od leta 1956 je svoje pesmi pisala izključno v angleščini. Leta 1957 se je ponovno srečala s Paulom Celanom v Parizu. Pod njegovim vplivom se je odmaknila od klasično-ekspresionističnega pisanja in prenovila svoj stil,  ki ga je začela že v New Yorku pod vtisom ameriške moderne, predvsem pod vplivom Marianne Moore.
Leta 1964 se je Rose preselila na Dunaj, leto pozneje pa v Düsseldorf. Kot preganjanka nacionalsocialističnega režima je dobila odškodnino in prejemala rento. Njena druga pesemska zbirka Slepo poletje (Blinder Sommer) iz leta 1965 je pomenila njen preboj, saj ji je prinesla prvo literarno priznanje, Srebrni Heinejev tolar založbe Hoffmann in Campe (Silberner Heinetaler des Verlages Hoffmann und Campe). Nato je Rose odšla na potovanje po Evropi. Zadrževala se je predvsem v Italiji in med letoma 1968 in 1969 še zadnjič obiskala ZDA.
Leta 1972 se je preselila v hišo Nelly Sachs, dom za ostarele judovskih občanov v Düsseldorfu. Čeprav je že dolgo živela v Nemčiji, ni bila dovolj znana kot pesnica. To je spremenil šele založnik Helmut Braun, ki jo je spoznal leta 1975. Po zlomu kolka, od katerega si ni več opomogla, je Rose leta 1977 sklenila, da ne bo več zapuščala svoje sobe in bo pozornost usmerila le še na pisanje. Do svoje smrti leta 1988 je objavila številne pesniške zbirke, ki so dosegle visoko naklado.

## Delo

### Poezija
- Mavrica (Der Regenbogen, 1939)
- Nočni čar (Nachtzauber, 1956)
- Slepo poletje (Blinder Sommer, 1965)
- Bobnenje molka (Schallendes Schweigen, 1965)
- 36 pravičnikov (36 Gerechte, 1967)
- Brez vizuma (Ohne Visum, 1974)
- Druga znamenja (Andere Zeichen, 1975)
- Zbrane pesmi (Gesammelte Gedichte, 1976)
- Še je prostor (Noch ist Raum, 1976)
- Dvoličnost (Doppelspiel, 1977)
- Pepelnato poletje (Aschensommer, 1978)
- Dežela mati (Mutterland, 1978)
- Toliko je še neizrečenega (Es bleibt noch viel zu sagen, 1978)
- Korak naprej (Ein Stück weiter, 1979)
- Sporazum (Einverständnis, 1980)
- Diham zdaj (Mein Atem heißt jetzt, 1981). Slovenski prevod Ana Jasmina Oseban. Ljubljana: Književno društvo Hiša poezije, 2013.
- Živeti v hiši diha (Im Atemhaus wohnen, 1981)
- Jezditi zmaja (Einen Drachen reiten, 1981)
- Moje Bentke so nepotopljive (Mein Venedig versinkt nicht, 1982)
- Južno čaka toplejša dežela (Südlich wartet ein wärmeres Land, 1982)
- Tako zanesljivo diha le smrt (So sicher atmet nur Tod, 1983)
- Solze (Tränen, 1984)
- Zbrana dela (Gesammelte Werke, od 1984 do1990)
- Še se igram (Ich spiele noch, 1987)
- Sen ima odprte oči (Der Traum hat offene Augen, 1987)
- Dež besed (Regenwörter, Gesammelte Werke 1984-1990). Slovenski prevod Ana Jasmina Oseban. Ljubljana: Književno društvo Hiša poezije, 2013

## Priznanja
- 1966: Srebrni Heinejev tolar založbe Hoffmann in Campe (Silberner Heinetaler des Verlages Hoffmann und Campe)
- 1967: Nagrada Annette von Droste-Hülshoff mesta Meersburg (Droste-Preis der Stadt Meersburg)
- 1977: GEDOK literarna nagrada Ide Dehmel (Ida-Dehmel-Literaturpreis der GEDOK)
- 1977: Nagrada Andreasa Gryphiusa (Andreas-Gryphius-Preis)
- 1978: Častna nagrada zveznega združenja nemške industrije (Ehrengabe des Bundesverbandes der deutschen Industrie (BDI))
- 1980: Roswithina medalja mesta Bad Gandersheim (Roswitha-Medaille der Stadt Bad Gandersheim)
- 1984: Velika literarna nagrada bavarske akademije za likovno umetnost (Großer Literaturpreis der Bayerischen Akademie der Schönen Künste)
- 1984: Veliko odlikovanje za zasluge Zvezne republike Nemčije (Große Verdienstkreuz  des Verdienstordens  der Bundesrepublik Deutschland
- 1986: Evengeličanska knjižna nagrada (Evangelischer Buchpreis)